# Comitatul Petroleum, Montana
Comitatul Petroleum (în engleză Petroleum County) este un comitat din statul Montana, Statele Unite ale Americii.
Conform datelor furnzate de recensământul Statelor Unite din anul 2010 (2010 Census), populația totală fusese de 494 de locuitori, făcând din acesta cel mai depopulat comitat al statului Montana și cel de-al șaptelea cel mai slab populat comitat din  Statele Unite ale Americii.
Sediul comitatului se găsește în Winnett.

## Istoric
Comitatul a fost creat în 1925. Legislatura statului (în original, The Montana Legislature) a aprobat formarea comitatului prin separarea sa din comitatul Fergus; ca atare, Petroleum County a fost creat la 25 februarie 1925, ca ultimul din cele 56 de comitate ale statului Montana. 

## Demografie
|  | Graficele sunt indisponibile din cauza unor probleme tehnice. Mai multe informații se găsesc la Phabricator și la wiki-ul MediaWiki. |

Date: Wikidata - grafică realizată de Wikipedia